# Kabiezes
Kabiezes è una stazione della linea 2 della metropolitana di Bilbao.
Si trova in Kabiezes Plaza, nel comune di Santurtzi.

## Storia
La stazione è stata inaugurata il 28 giugno 2014 come compimento del progetto della linea 2.